# Purshia tridentata
Purshia tridentata är en rosväxtart som först beskrevs av Frederick Traugott Pursh, och fick sitt nu gällande namn av Dc.. Purshia tridentata ingår i släktet Purshia och familjen rosväxter. Inga underarter finns listade i Catalogue of Life.

## Bildgalleri

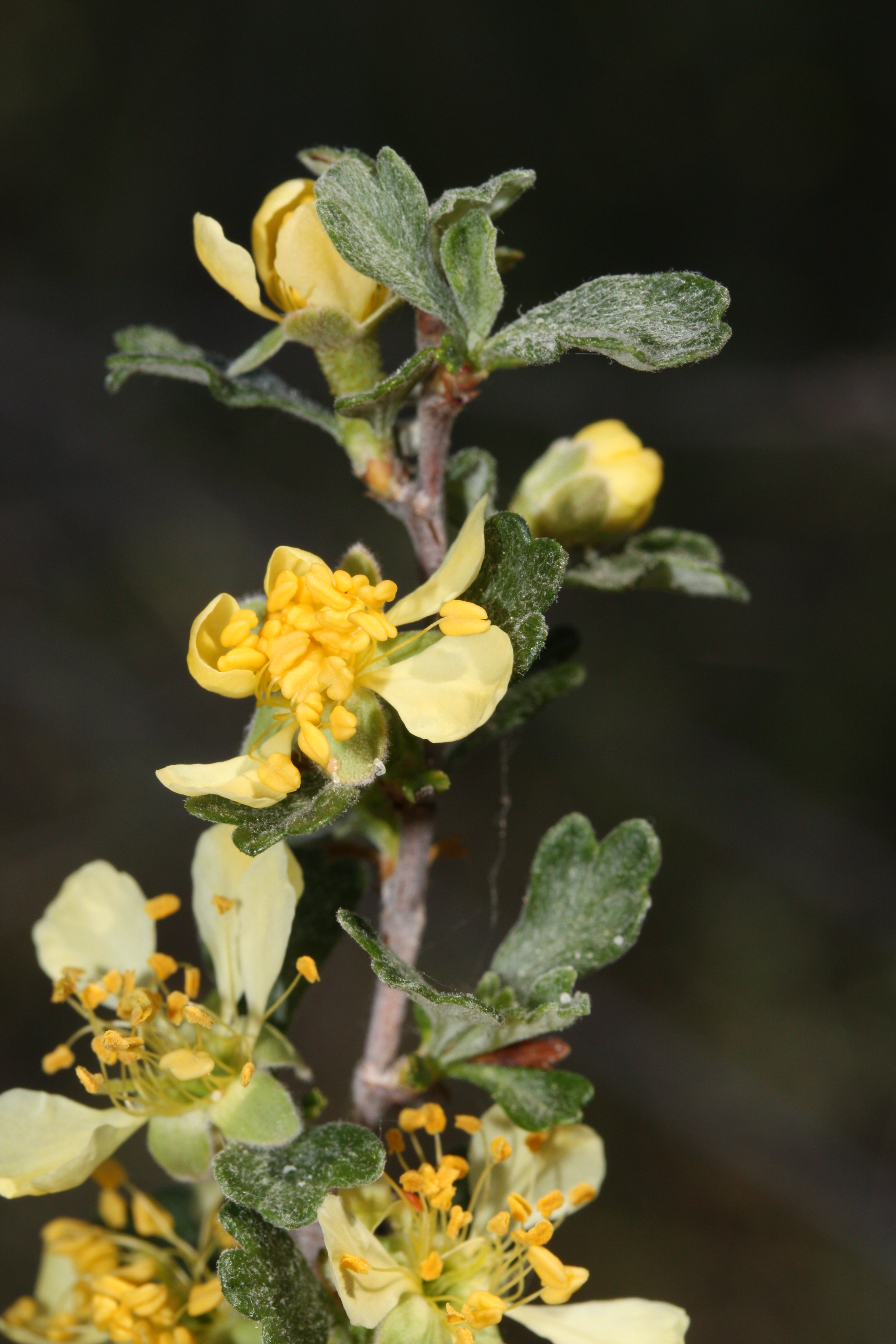
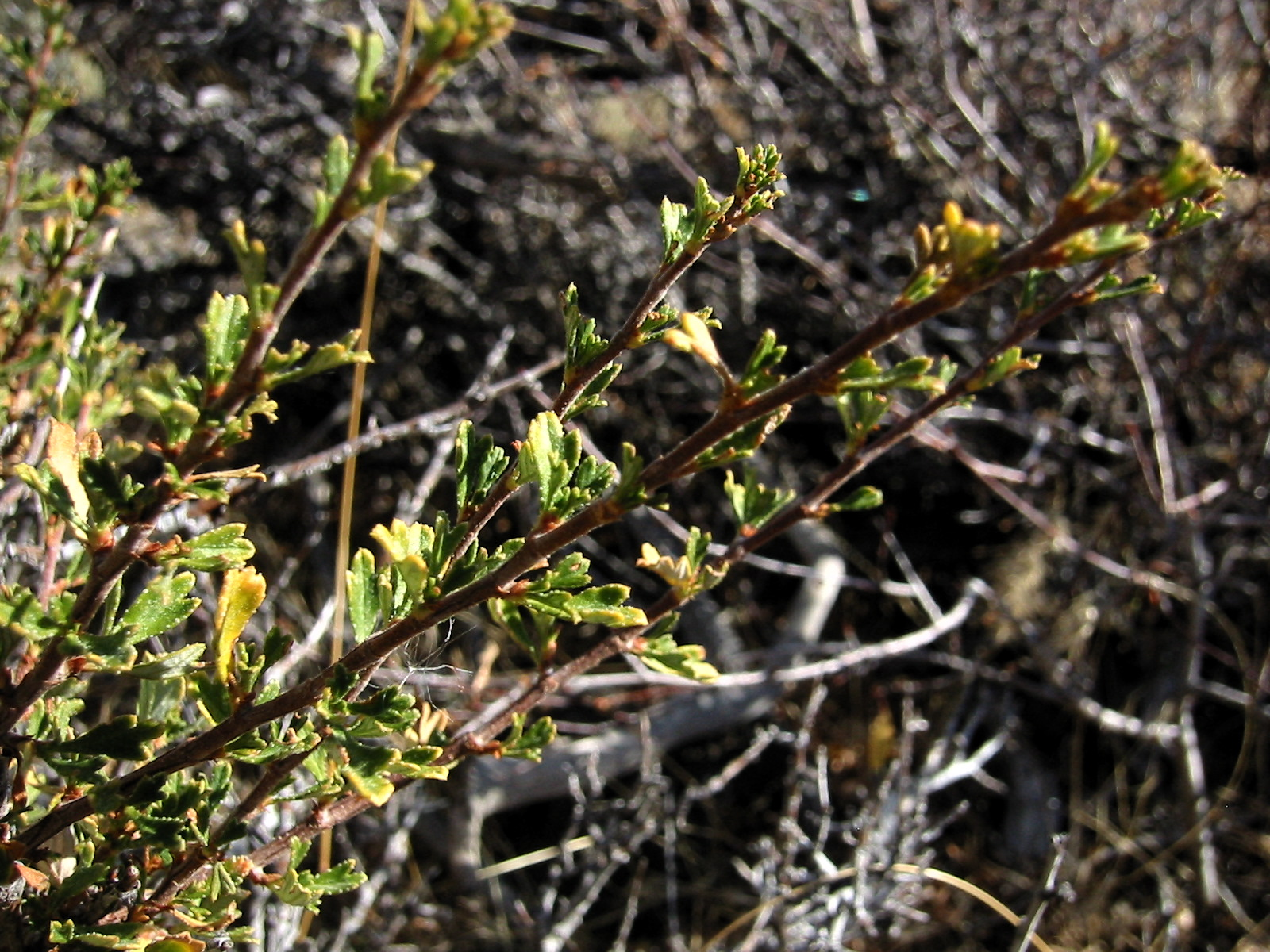
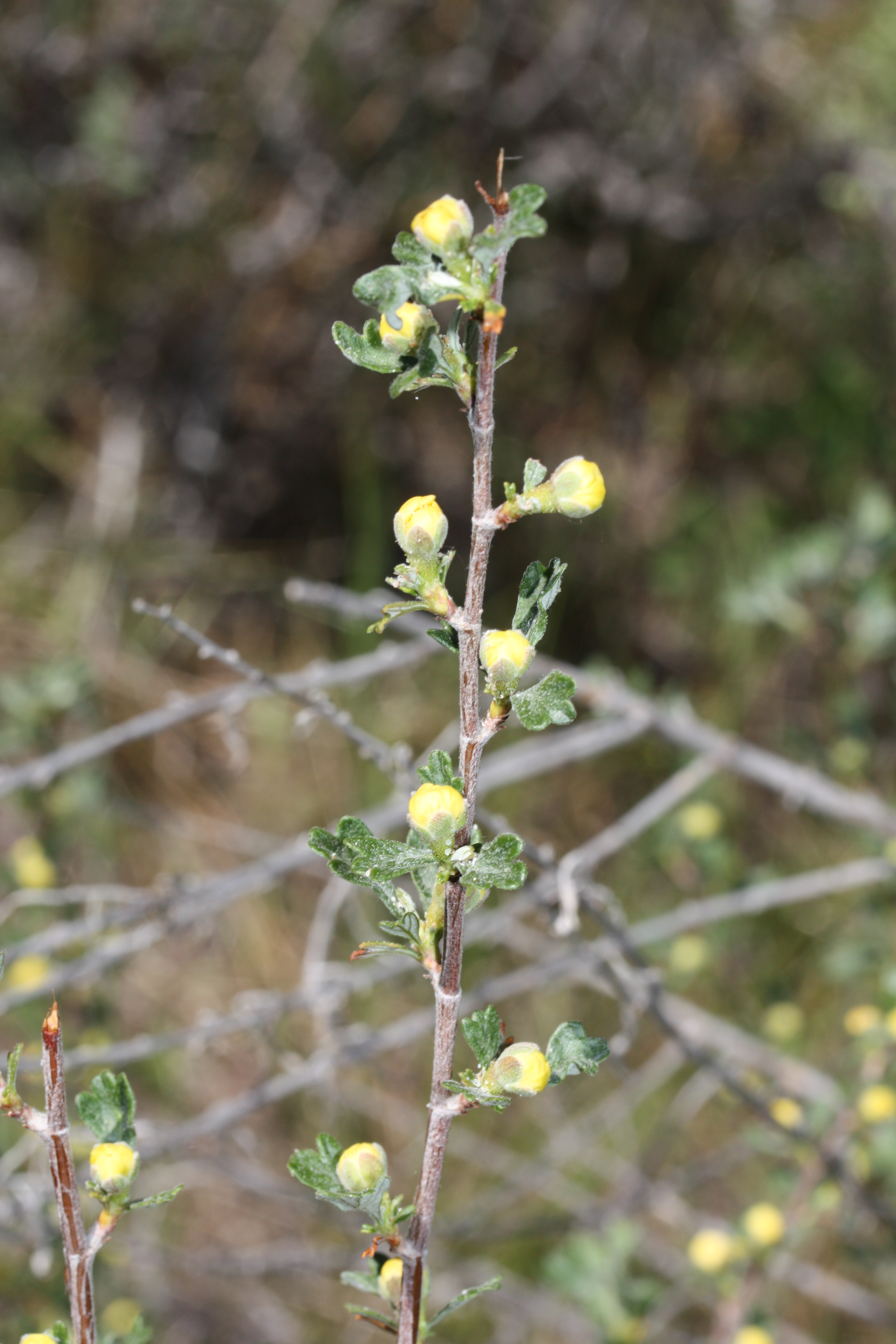
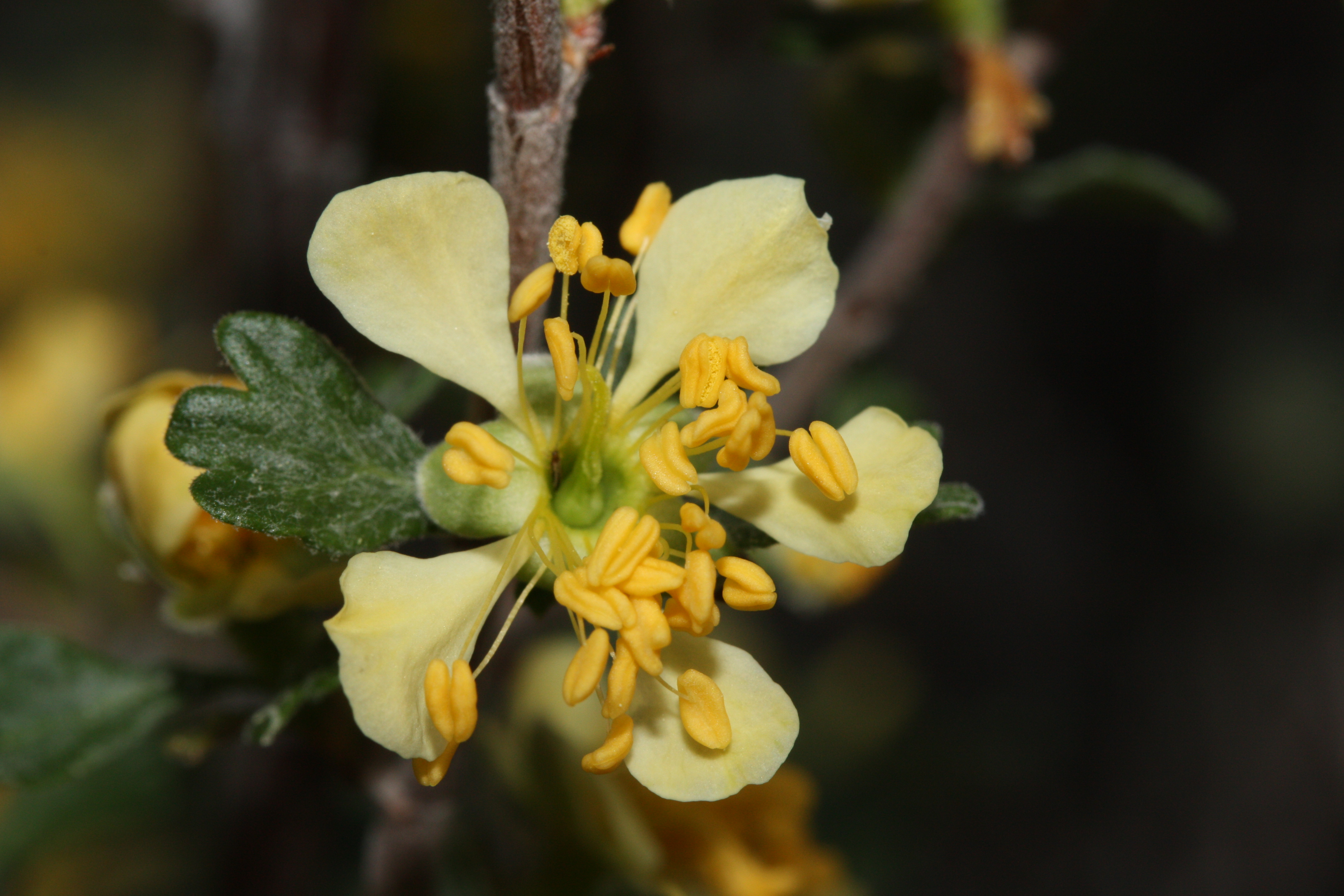
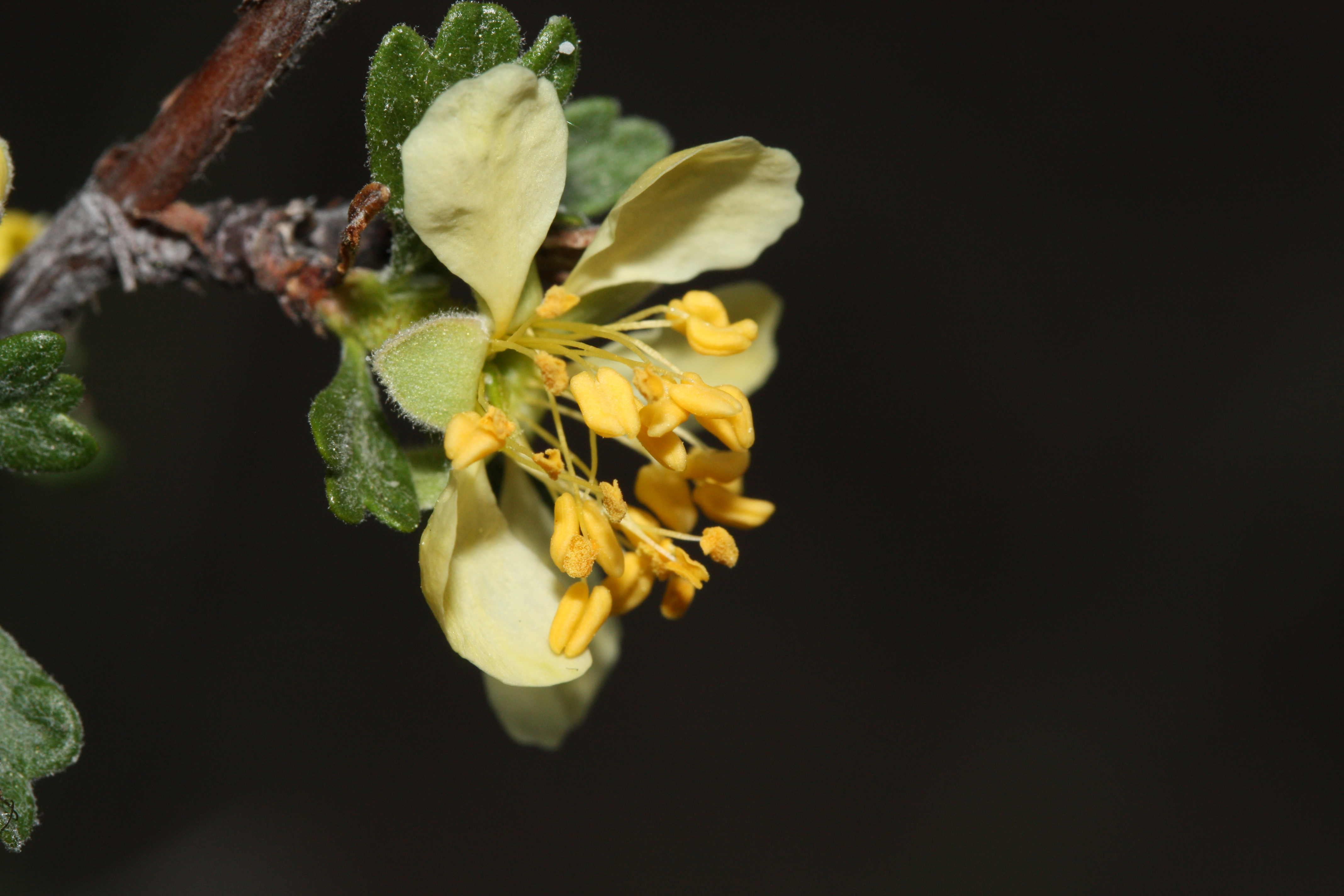
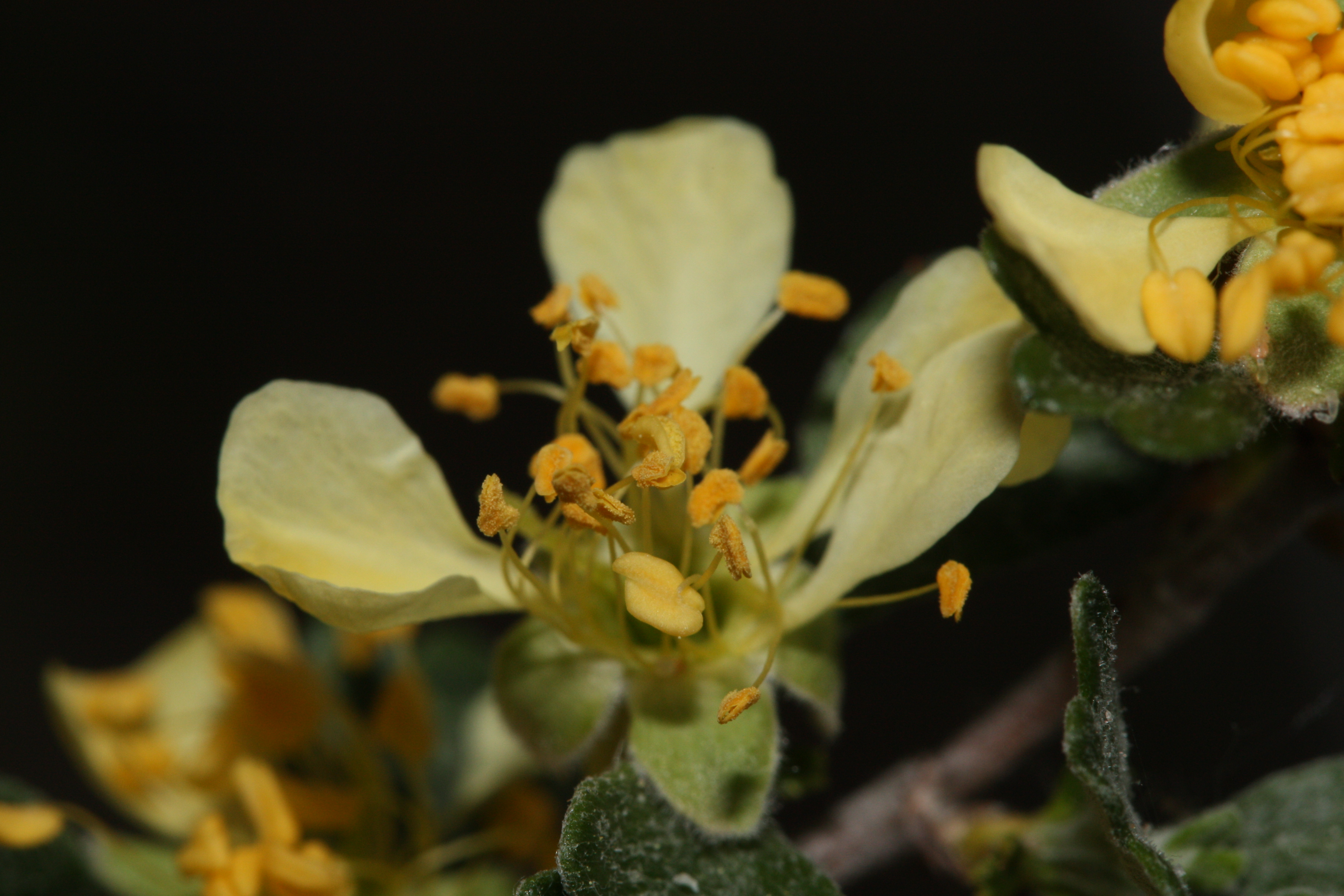